# Liselotte Malkowsky
Liselotte Malkowsky (nom de naissance: Liselotte-Berta Meyer), née le 9 octobre 1918 à Hanovre en Allemagne, décédée le 16 février 1965 dans la même ville, était une chanteuse allemande et danoise du même style que Zarah Leander, Lale Andersen et Édith Piaf.
Elle était dans la résistance allemande et autrichienne aux nazis pendant la 2e guerre mondiale. Après la guerre, elle travailla pour U.S.O. en Allemagne de l’Ouest comme chanteuse et enregistra plusieurs disques pour Polydor. Certaines de ses chansons sont : « Aloha Oe », « Chanson des adieux », « La Seine », « Auf der Reperbahn Nachts um Halb eins », « La Paloma » et tant d’autres. Elle a aussi interprété la chanson « Fliege mit mir in die Heimat » écrite par Franz Winkler. Cette chanson a été traduite en Français où elle s’intitule « Étoile des Neiges ».

## Liste intégrale de ses chansons
- 1941: Ich hab' Dich so lieb - ? (Polydor 41037)
- 1942: Du bist so treu, Peter - Mach die blauen Augen zu (Polydor 47708)
- 1942: Immer wenn es regnet - Morgen ist ja alles wieder gut (Polydor 47709)
- 1947: Kleines Liebeslied - Perlenkette (String Of Pearls) (B-côté: Kurt Hohenberger mit seinen Solisten) Amiga 1118
- 1947: Ruggediguh - I Got The Sun In The Morning (B-Seite: Kurt Hohenberger mit seinen Solisten)
- 1947: Auf meiner Farm (Home On The Range) - Über mir, unter mir (B-côté: Kurt Hohenberger und seine Solisten)
- 1949: Hafenlied - Wenn ich dich seh' (Decca 49126 CH)
- 1949: Die Linden blüh'n in meiner Heimat - Ich möcht' Dir alles geben (Decca 49127 CH)
- 1949: Mister Moneymaker - Mein kleines Lied soll Dich begleiten (Decca 49128 CH)
- 1949: Armer Gondoliere - Irgendwo spielt leise Musik (Decca 49129 CH)
- 1949: Kleines Liebeslied (Dieses kleine Liebeslied) - Ich muß mich mal wieder verlieben (Decca 49156 CH)
- 1949: Armer Gondoliere - Irgendwo spielt leise Musik (Telefunken 10769)
- 1949: Wenn ich dich seh' - Hafenlied (Telefunken 10781)
- 1949: Das Meer (La Mer) - Wer bist du, den ich liebe (Telefunken 10801)
- 1949: Ruggediguh - Negermamas Wiegenlied (Telefunken 10802)
- 1949: Die Linden blüh'n in meiner Heimat - Dir möcht' ich alles geben (Telefunken 10889)
- 1949: In Holland an der Nordsee - Im Hafen von Adano (Telefunken 10903)
- 1950: Unter tausend Sternen - Weißt du noch (Decca 49157 CH)
- 1950: Wenn die Glocken hell erklingen - O bleib bei mir (Decca 49158 CH)
- 1950: Drei Matrosen - Ein Zigeuner ist mein Herz (Decca 43058)
- 1950: Fliege mit mir in die Heimat - Die Nordseewellen (Decca 43117)
- 1950: Wann wirst du mich fragen - Potpourri: Die Blonde, die Schwarze / Es gibt keine Frau, die nicht lügt / Wenn der Herrgott will (Polydor 48309)
- 1950: Das rote Licht an Backbord - Das Lied vom Abschied (Polydor 48334 H)
- 1950: Das Lied vom Hafenmädchen - Geht ein Schiff in See (Polydor 48398 H)
- 1950: Einmal am Tag - Bis an's Ende der Welt (Polydor 48429 H)
- 1951: Der alte Seemann kann nachts nicht schlafen - Warum zählen die Matrosen nachts die Sterne (Polydor 48473 H)
- 1951: Verliebt - Wirst du mich auch nicht vergessen (Polydor 48474 H)
- 1951: Durch Paris, da fließt die Seine - Dein Herz, Chérie (Polydor 48512 H)
- 1951: Auf St. Pauli spielt der Jonny Mundharmonika - Ein kleiner Akkordeonspieler (Polydor 48568 H)
- 1951: Ausgerechnet Du - Das Schicksal hat Ja gesagt (Polydor 48584 H)
- 1951: In der Cafeteria von Milano - Sonntagnacht auf der Reeperbahn (Polydor 48641 H)
- 1952: Amigo - Unter den tausend Laternen (Polydor 48716 H)
- 1952: In deiner Koje hängt ein Bild von mir - Mein Schiff, hab’ gute Reise (Polydor 48726 H)
- 1952: Matrosen brauchen Liebe - Komm doch mal nach Lima (Polydor 48802 H)
- 1952: Auf dem Meeresgrunde - Matrosen brauchen Liebe (Polydor 48808 H)
- 1953: Wie sich die Zeiger weiterdreh'n - Immer wieder du (Polydor 48949 H)
- 1953: Das Wunder von der Reeperbahn - Ach, könnt' ich einmal an der Reling steh'n (Polydor 49023 H)
- 1953: Wart’ nicht auf die große Liebe - Wenn die Hoffnung nicht wär’ (Polydor 49043 H)
- 1953: Drei Rosen im Mai - Ich bau’ dir im Garten der Liebe ein Haus (Polydor 49074)
- 1954: Wenn ein Zigeuner weint – Man sagt Adieu (Polydor 22136)
- 1954: Eine einsame Harmonika – Meine stille Liebe ist die Elbe (Polydor 22174)
- 1954: Auch dein Käp'ten war mal klein – Hafengasse 4 (Polydor 22281)
- 1954: Kleiner Manuel – Wenn die Schiffe den Hafen verlassen (Polydor 22345)
- 1954: Das ganze Jahr lang blühen keine Rosen – Ro-Ro-Ro-Ro-Robinson (Polydor 22378, B-Seite gesungen von "Die kleine Cornelia")
- 1955: Fang'keine Liebe mit Matrosen an – Deine Geige erzählt mir ein Märchen (Polydor 22463)
- 1955: Der alte Hein – Ein Schiff kommt übers Meer (Polydor 23057)
- 1955: Jim, spiel Harmonika – Für mich gibt es nur dich Polydor 23080)
- 1956: Wohin du auch geh'n wirst – Immer nur für dich (Polydor 23246)
- 1956: Das Herz von St.Pauli – Der Mond und der Seemann sind Freunde (Polydor 23366)
- 1956: In Santa Cruz steht ein Haus – Du fehlst mir all'die Stunden (Polydor 23387)
- 1957: Jenny-Jenny-Joe – Bella Isabella (Polydor 23502)
- 1957: In der Bar "Zum Glod'nen Anker" – Jeden Abend wenn die Sonne untergeht (Polydor 23553)
- 1957: Marju,grüß mir mein St.Pauli – Was macht ein Seemann wenn er Sehnsucht hat (Polydor 23587)
- 1958: Es war in Hamburg – Ja wenn das Meer nicht wär (Polydor 23653)
- 1958: Abends in Paris – Duschenkas Herz (Polydor 23763)
- 1958: Alter Kapitän – Eine Träne (Polydor 23798)
- 1959: Alles steht in den Sternen – Was ich alles von dir weiß (Polydor 23952)
- 1959: Ein Herz und eine Rose – Ein Seemann bleibt nicht zu Hause (Polydor 24117)
- 1960: Ganz ohne Liebe – Seemann, komm doch nach Haus (Polydor 24379)
- 1962: Sonntagnacht auf der Reeperbahn – Der alte Matrose (Polydor 24688)
- 1962: Fahr mich in die Ferne – Das Herz von St.Pauli (Polydor 24867)
- 1965: Das Herz von St.Pauli – Fahr mich in die Ferne (Polydor 54032)
- 1965: Was macht ein Seemann, wenn er Sehnsucht hat - Eine Welt ohne dich (B-côté Julia Axen & der Andreas-Chor) Amiga 450188

sous le Pseudonyme : « Anneliese Thouret »
- 1942: Die kleine Loretta - Hinter'm Dorf (Electrola 7268)
- 1943: Der Soldat braucht zum Fröhlichsein das Singen - Mein bester Kamerad ist die Harmonika (Electrola 7294)
- 1943: Am Sonnabend ist die Woche aus - Man muß wissen (B-Seite Duett mit Georg Thomalla) (Electrola 7307)
- 1943: Morgens zwischen zwei und fünf - Ich sag' dir Guten Morgen (Electrola 7310)

## Filmographie
- 1950: Lockende Gefahr (de) de Eugen York.
- 1951: Heidelberger Romanze (de) de Paul Verhoeven.
- 1951: Kommen sie am Ersten d'Erich Engel.
- 1952: Die Diebin von Bagdad de Carl Lamac.
- 1952: Heimweh nach Dir (de) de Robert A. Stemmle.
- 1954: Große Star-Parade (de) de Paul Martin. Elle y chante avec Will Höhne et Die Peheiros (de) Das ganze Jahr lang blüh'n keine Rosen.
- 1954: Boulevard des plaisirs de Wolfgang Liebeneiner.
- 1955: Die heilige Liebe de Wolfgang Liebeneiner.